# 侨港镇
侨港镇是广西壮族自治区北海市银海区下辖的一个镇。辖区面积1.1平方公里，1979年成立时为归侨安置点，2004年末人口为17,300人。

## 历史

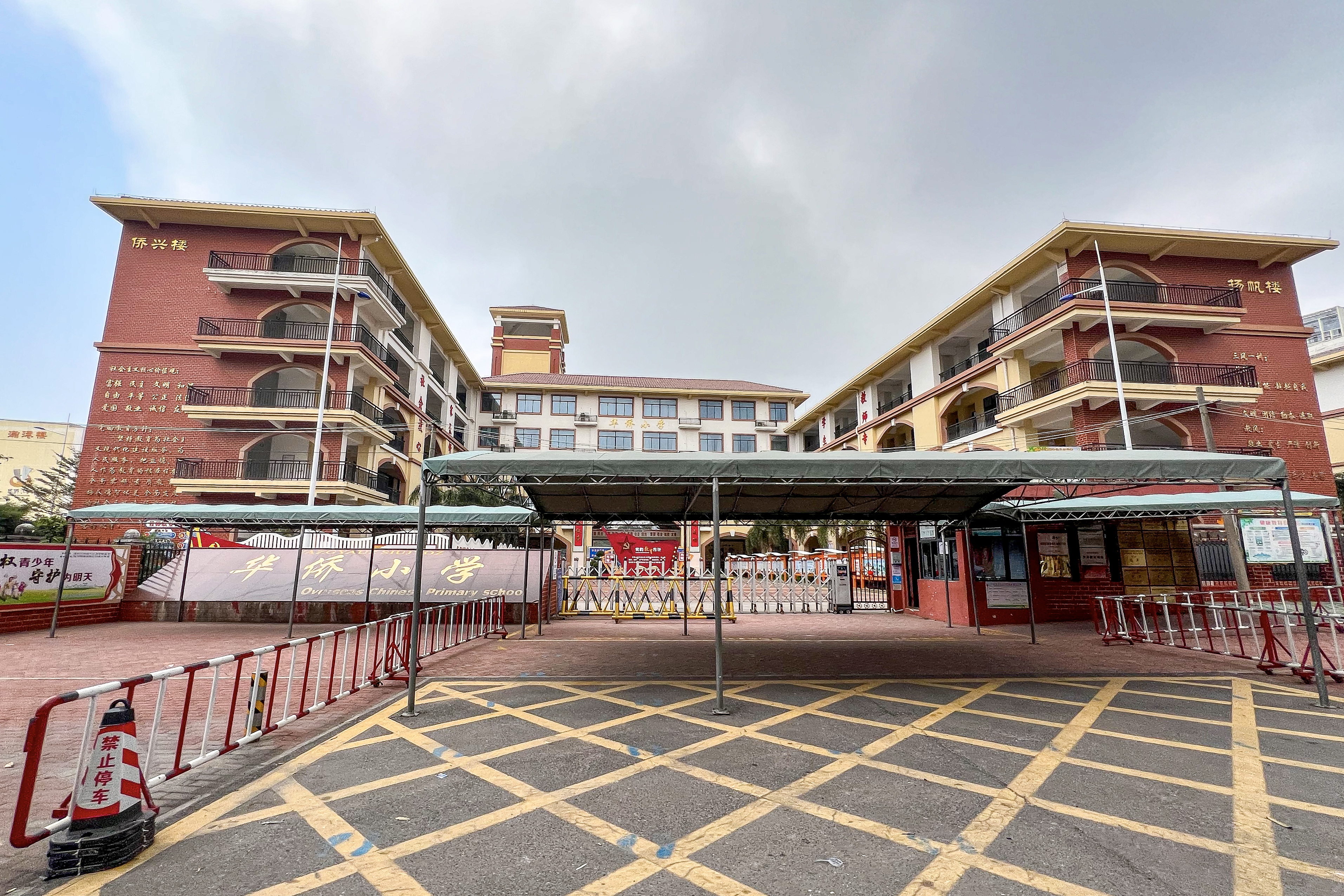
位于侨港镇的北海市华侨小学，1979年为安置越南归侨子女而建校

越战结束后，中南半島爆发大规模难民潮，1978年更有大批越南華人逃往广西，广西政府为此成立接待安置难侨领导小组。1979年6月2日，广西壮族自治区政府批准建立北海华侨渔业公社，安置越南归国难侨、难民7703人。华侨渔业公社于1984年改为新港镇，1987年改称侨港镇。

## 居民构成
侨港镇居民主要由两大越南归侨群组成：一是祖籍地为广东，归国前居住在越南吉婆岛的归侨，操广府片粤语；二是祖籍地为钦州、防城港等地，归国前居住在越南姑苏群岛的归侨，操钦廉片粤语。

## 地理位置
侨港镇位于北海市南端，东邻北海国际客运码头，南濒北部湾，西邻咸田镇。

## 行政区划
侨港镇下辖3个社区居委会、1个村委会：
侨北社区、侨南社区、侨中社区和亚平村。